# Enyalius pictus
Enyalius pictus — вид ігуаноподібних ящірок родини Leiosauridae. Ендемік Бразилії.

## Поширення і екологія
Enyalius pictus мешкають на сході Бразилії, в штатах Баїя, Еспіріту-Санту і Мінас-Жерайс. Вони живуть в атлантичних лісах та в заростях каатинги.